# Mar de Grises
Mar De Grises (es. Morze Smutku, lub Morze Szarości)- chilijska grupa death/doom metalowa założona w 2000 roku.

## Muzycy

### Obecny skład zespołu
- Rodrigo Morris – gitara
- Sergio Alvarez – gitara (Mourner's Lament)
- Rodrigo Galvez – gitara basowa (Mourner's Lament)
- Alejandro Arce – perkusja (Norphelida, Target, Kintral)

### Byli członkowie zespołu
- Juan Escobar – wokal i klawisze

## Dyskografia
- Demo 2002 (2002)
- The Tatterdemalion Express (2004)
- Draining the Waterheart (2008)
- First River Regards (2009)
- Streams Inwards (2010)